# Лимарь Сергій Вікторович
Сергі́й Ві́кторович Ли́марь (21 лютого 1989, Полтава—21 серпня 2014, Старогнатівка, Донецька область) — капітан (посмертно) Збройних сил України, учасник російсько-української війни.

## Короткий життєпис
Народився 1989 року в місті Полтава; закінчив полтавську ЗОШ № 9. Ще в школі вирішив стати кадровим офіцером,  адже в родині по батьковій лінії були військові. Закінчив 2012 року навчання в Полтавському відділі військового інституту телекомунікацій та інформатизацій Національного технічного університету України «Київський політехнічний інститут».
З лютого 2014 р. проходив службу в селищі Любимівка Херсонської області, а з липня 2014 р. вирушив у зону бойових дій. Командир взводу 2-го об'єднаного польового вузла зв'язку Генерального Штабу ЗСУ.
Загинув 21 серпня 2014 року при виконанні бойового завдання — бойовики здійснили артилерійський обстріл реактивною системою залпового вогню «Ураган» з території Російської Федерації бойових позицій підрозділу поблизу села Старогнатівка. Того дня Сергій Лимар підміняв побратима. Тоді ж загинув солдат 27-го полку Олексій Вербицький.
Похований у Полтаві, на центральному міському кладовищі, на Алеї Героїв.
Без сина лишилась мама Людмила Лимарь, бабуся та сестра.

## Нагороди та вшанування
- 21 жовтня 2014 року — за особисту мужність і героїзм, виявлені у захисті державного суверенітету та територіальної цілісності України, вірність військовій присязі під час російсько-української війни, відзначений — нагороджений орденом Богдана Хмельницького III ступеня (посмертно).
- 12 жовтня 2015-го після заупокійної літургії на стіні полтавської ЗОШ № 9 врочисто відкрито пам'ятну дошку Сергія Лимаря.
- Вшановується 21 серпня на щоденному ранковому церемоніалі вшанування українських захисників, які загинули цього дня у різні роки внаслідок російської збройної агресії[2]
- Його портрет розміщений на меморіалі «Стіна пам'яті полеглих за Україну» у Києві: секція 3, ряд 5, місце 1
- медаль УПЦ КП «За жертовність і любов до України» (посмертно)
- нагороджений відзнакою «За вірність народу України» І ступеня (посмертно) рішенням Полтавської обласної ради.
- Полтавський телеканал «Лтава» присвятив Сергію документальне відео з циклу «Лицарі Небесної варти».